# 仲田建二
仲田 建二（なかだ けんじ、1973年10月4日 - ）は、山梨県北巨摩郡須玉町（現：北杜市） 出身の元サッカー選手、サッカー指導者。

## 来歴
1996年に地元・甲府に入団以来10年間、DFの要として最終ラインを支え続けた。J2参戦後は主将を務め、「ミスター・ヴァンフォーレ」としてファンから愛された。
1999年から3年連続J2最下位、2000年にはJリーグワーストの19連敗、さらに深刻な経営難という苦しいチーム状況の中でも仲田の奮闘ぶりは光った。2000年シーズン終了後に一旦は戦力外通告を受けるも、結局翌2001年シーズン直前にクラブと再契約を交わしている。背番号が同シーズンのみお馴染みの"6"でないのはそのため。以後チームは上昇したが自身は怪我に悩まされ、在籍10年目の2005年に悲願のJ1昇格を達成したのを見届けて現役を引退した。
引退後はヴァンフォーレ甲府アカデミーのコーチ、山梨学院大学サッカー部のコーチを歴任。2018年から水戸ホーリーホックトップチームのヘッドコーチに就任した。
2020年、FC岐阜トップチームのヘッドコーチに就任した。同年9月21日、監督のゼムノビッチ・ズドラヴコが休養したため暫定的に監督を務める。9月25日、正式に監督に就任した。シーズン終了後に退任し、2021年からは再び岐阜のヘッドコーチに就任。
2022年、Y.S.C.C.横浜の監督に就任した。5月25日に監督を辞任した。

## 所属クラブ
- 須玉町立須玉中学校
- 山梨県立韮崎高等学校
- 青山学院大学
- 1996年 - 2005年 ヴァンフォーレ甲府

## 個人成績
| 国内大会個人成績 | 国内大会個人成績 | 国内大会個人成績 | 国内大会個人成績 | 国内大会個人成績 | 国内大会個人成績 | 国内大会個人成績 | 国内大会個人成績 | 国内大会個人成績 | 国内大会個人成績 | 国内大会個人成績 | 国内大会個人成績 |
| 年度             | クラブ           | 背番号           | リーグ           | リーグ戦         | リーグ戦         | リーグ杯         | リーグ杯         | オープン杯       | オープン杯       | 期間通算         | 期間通算         |
| 年度             | クラブ           | 背番号           | リーグ           | 出場             | 得点             | 出場             | 得点             | 出場             | 得点             | 出場             | 得点             |
| 日本             | 日本             | 日本             | 日本             | リーグ戦         | リーグ戦         | リーグ杯         | リーグ杯         | 天皇杯           | 天皇杯           | 期間通算         | 期間通算         |
| ---------------- | ---------------- | ---------------- | ---------------- | ---------------- | ---------------- | ---------------- | ---------------- | ---------------- | ---------------- | ---------------- | ---------------- |
| 1996             | 甲府             | 6                | 旧JFL            | 24               | 1                | -                | -                | 2                | 1                | 26               | 2                |
| 1997             | 甲府             | 6                | 旧JFL            | 28               | 0                | -                | -                | 3                | 0                | 31               | 0                |
| 1998             | 甲府             | 6                | 旧JFL            | 30               | 2                | -                | -                | 4                | 0                | 34               | 2                |
| 1999             | 甲府             | 6                | J2               | 28               | 3                | 2                | 0                | 2                | 0                | 32               | 3                |
| 2000             | 甲府             | 6                | J2               | 37               | 1                | 2                | 0                | 4                | 1                | 43               | 2                |
| 2001             | 甲府             | 18               | J2               | 34               | 0                | 1                | 0                | 3                | 0                | 38               | 0                |
| 2002             | 甲府             | 6                | J2               | 23               | 1                | -                | -                | 0                | 0                | 23               | 1                |
| 2003             | 甲府             | 6                | J2               | 20               | 0                | -                | -                | 3                | 0                | 23               | 0                |
| 2004             | 甲府             | 6                | J2               | 4                | 0                | -                | -                | 0                | 0                | 4                | 0                |
| 2005             | 甲府             | 6                | J2               | 0                | 0                | -                | -                | 0                | 0                | 0                | 0                |
| 通算             | 日本             | 日本             | J2               | 146              | 5                | 5                | 0                | 12               | 1                | 177              | 6                |
| 通算             | 日本             | 日本             | 旧JFL            | 82               | 3                | -                | -                | 9                | 1                | 91               | 4                |
| 総通算           | 総通算           | 総通算           | 総通算           | 228              | 8                | 5                | 0                | 21               | 2                | 254              | 10               |

- Jリーグ初出場 - 1999年3月14日 J2第1節 大宮アルディージャ戦（韮崎中央公園陸上競技場）
- Jリーグ初得点 - 1999年3月28日 J2第3節 ベガルタ仙台戦（韮崎中央公園陸上競技場）

## 指導歴
- 2006年 - 2017年 ヴァンフォーレ甲府
  - 2006年 ジュニアユース コーチ[11]
  - 2007年 - 2009年5月 ユース コーチ[12][13]
  - 2009年5月 - 同年12月 トップチーム コーチ[14]
  - 2010年 ユース コーチ
  - 2011年 - 2012年 U-15 監督
  - 2013年 - 2017年 山梨学院大学サッカー部 コーチ (甲府から派遣)
- 2018年 - 2019年 水戸ホーリーホック ヘッドコーチ
- 2020年 - 2021年 FC岐阜
  - 2020年 - 同年9月 ヘッドコーチ
  - 2020年9月 - 同年12月 監督
  - 2021年 ヘッドコーチ
- 2022年 - 同年5月 Y.S.C.C.横浜 監督
- フォルトゥナサッカークラブ コーチ兼アドバイザー
- 2024年 - 藤枝MYFC ヘッドコーチ